# ジョンソンヴィル

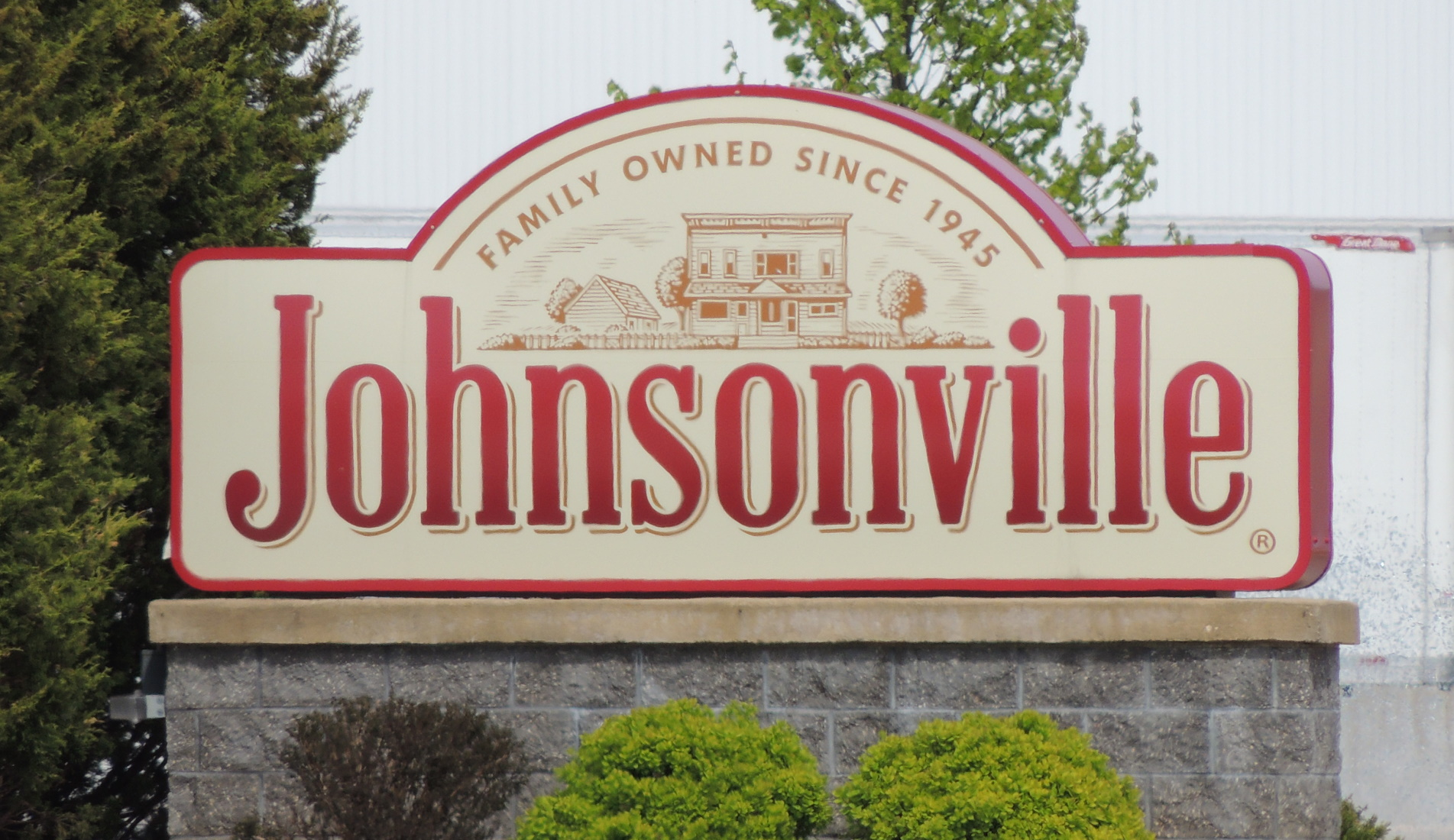
ジョンソンヴィル本社

ジョンソンヴィル (Johnsonville) は、アメリカ合衆国の食品加工メーカー。ウィスコンシン州にてソーセージの他にマスタードソースやミートボールの製造と販売を行っている。

## 歴史
包装会社で働いていたミネソタ州出身のドイツ系アメリカ人ラルフ・ステイヤーが、1945年にウィスコンシン州ジョンソンヴィルにある食肉店を買い取ってステイヤーズ・ジョンソンヴィル・ミーツ (Stayer's Johnsonville Meats) として商売を始めたのが会社の始まりで、1950年代には他店にジョンソンヴィル・ソーセージを卸し始め、1970年代までにウィスコンシン州中で売られるようになり、1980年代に大規模な宣伝活動を行い全米で知られるようになり、海外にも進出した。
日本には2002年に進出し、2010年に子会社のジョンソンヴィル・ジャパン合同会社を設立してプリマハムと販売代理店契約を結んで日本中で販売されている。